# Touduandi
Touduandi (kinesiska: 头段地, 头段地乡) är en socken i Kina. Den ligger i den autonoma regionen Inre Mongoliet, i den norra delen av landet, omkring 600 kilometer öster om regionhuvudstaden Hohhot.
Genomsnittlig årsnederbörd är 511 millimeter. Den regnigaste månaden är juni, med i genomsnitt 143 mm nederbörd, och den torraste är februari, med 4 mm nederbörd.